# Enginyeria estructural
L'enginyeria estructural és una disciplina de l'enginyeria civil que s'ocupa del disseny i càlcul de la part estructural en les edificacions i altres obres. La seva finalitat és la d'aconseguir estructures funcionals que resultin adequades des del punt de vista de la resistència dels materials. En un sentit pràctic, l'enginyeria estructural és l'aplicació de la mecànica de mitjans continus per al disseny d'elements i sistemes estructurals tals com edificis, ponts, murs (incloent-hi murs de contenció), preses, túnels, etc.
Els enginyers estructurals s'asseguren que els seus dissenys satisfacin un estàndard per assolir objectius establerts de seguretat (per exemple, que l'estructura no s'esfondri sense donar cap avís previ) o de nivell de servei (per exemple, que la vibració en un edifici no molesti als seus ocupants). Addicionalment, són responsables per fer ús eficient dels diners i materials necessaris per obtenir aquests objectius.

## Història

Pont du Gard, França, un aqüeducte de l'era romana al voltant de l'any 19 aC.

L'enginyeria estructural es remunta a l'any 2700 aC quan la piràmide escalonada per al faraó Djoser va ser construïda per Imhotep, el primer enginyer en la història conegut pel seu nom. Les piràmides van ser les estructures principals més comunes construïdes per les civilitzacions antigues perquè la forma estructural d'una piràmide és intrínsecament estable i es pot escalar gairebé infinitament (a diferència de la majoria de les altres formes estructurals, que no es poden augmentar linealment en grandària proporció a l'augment de càrregues).
L'estabilitat estructural de la piràmide, encara que s'obté principalment de la seva forma, depèn també de la força de la pedra amb què està construïda i de la seva capacitat per suportar el pes de la pedra que s'hi troba. Els blocs de pedra calcària sovint s'extreien d'una pedrera propera al lloc de construcció i tenen una resistència a la compressió de 30 a 250 MPa (MPa = Pa × 106). Per tant, la força estructural de la piràmide prové de les propietats materials de les pedres amb què es va construir més que de la geometria de la piràmide.
Al llarg de la història antiga i medieval, la majoria dels dissenys i construccions van ser realitzats per artesans, com paletes i fusters, que van ascendir al paper de mestre d'obres. No existia cap teoria de les estructures, i la comprensió de com se sostenien les estructures era extremadament limitada i es basava gairebé del tot en l'evidència empírica del que havia funcionat abans i la intuïció. El coneixement va ser retingut pels gremis i poques vegades suplantat per avenços. Les estructures eren repetitives i els augments d‟escala eren incrementals.
No hi ha registre dels primers càlculs de la resistència dels membres estructurals o del comportament del material estructural, però la professió d'enginyer estructural només va prendre forma realment amb la Revolució Industrial i la reinvenció del formigó (vegeu Història del formigó). Les ciències físiques subjacents a l'enginyeria estructural van començar a entendre's en el Renaixement i des de llavors han esdevingut aplicacions informàtiques que van ser pioneres a la dècada de 1970.

### Cronologia

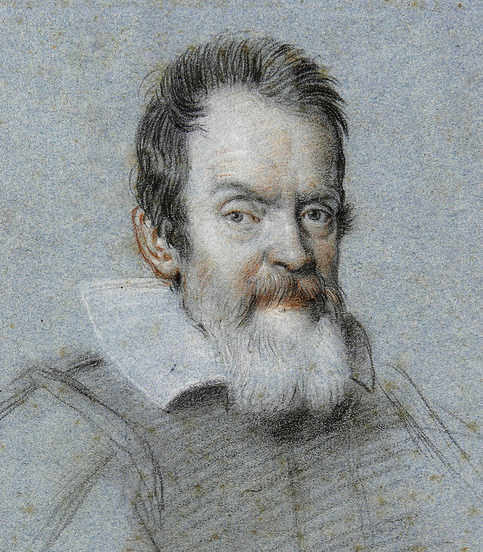
Galileo Galilei va publicar el llibre Dues noves ciències en què examinava el fracàs d'estructures simples.

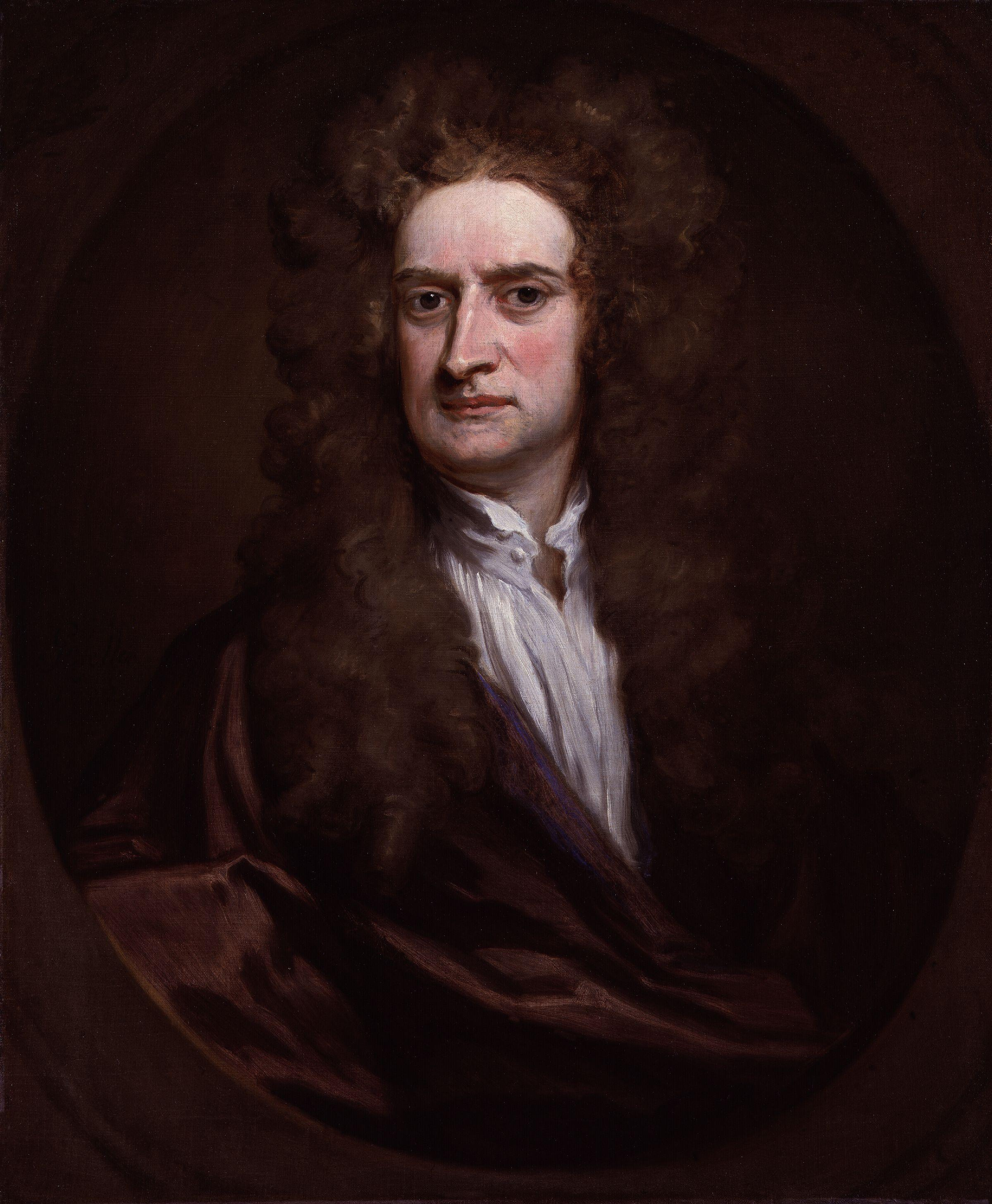
Isaac Newton va publicar Philosophiae Naturalis Principia Mathematica, que conté les seves lleis de moviment.

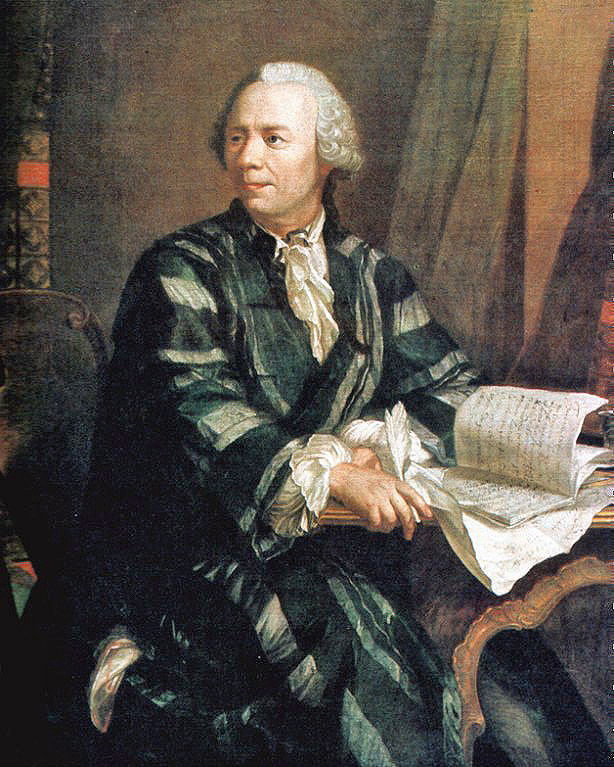
Leonhard Euler va desenvolupar la teoria del vinclament de columnes.

- 1452–1519 Leonardo da Vinci va fer moltes contribucions.
- 1638: Galileo Galilei va publicar el llibre Dues noves ciències en què va examinar les fallades en estructures simples.
- 1660: Llei de Hooke per Robert Hooke.
- 1687: Isaac Newton va publicar Philosophiæ Naturalis Principia Mathematica, que conté les seves lleis de moviment.
- 1750: Equació de l'anvers d'Euler-Bernoulli.
- 1700–1782: Daniel Bernoulli va introduir el principi del treball virtual.
- 1707-1783: Leonhard Euler va desenvolupar la teoria del vinclament de les columnes.
- 1826: Claude-Louis Navier va publicar un tractat sobre els comportaments elàstics de les estructures.
- 1873: Carlo Alberto Castigliano va presentar la seva dissertació "Intorn ai sistemi elastici", que conté el seu teorema per calcular el desplaçament com la derivada parcial de l'energia de deformació. Aquest teorema inclou el mètode del “menor treball” com a cas especial.
- 1874: Otto Mohr va formalitzar la idea d'una estructura estàticament indeterminada.
- 1922: Timoshenko corregeix l'equació del feix d'Euler-Bernoulli.
- 1936: Hardy Cross va publicar el mètode de distribució de moments, una innovació important en el disseny de pòrtics continus.
- 1941: Alexander Hrennikoff va resoldre la discretització de problemes d'elasticitat plana utilitzant un marc de gelosia.
- 1942: Richard Courant va dividir un domini en subregions finites.
- 1956: l'article de J. Turner, R. W. Clough, H. C. Martin i L. J. Topp sobre "Stiffness and Deflection of Complex Structures" introdueix el terme "mètode d'elements finits" i és àmpliament reconegut com el primer tractament integral del mètode, com es coneix avui dia.

### Fallades estructurals
La història de l'enginyeria estructural conté molts col·lapses i falles. De vegades, això és degut a una negligència evident, com en el cas del col·lapse de l'escola de Pétion-Ville, en què el reverend Fortin Augustin va construir l'edifici sol, dient que no necessitava un enginyer perquè tenia bons coneixements de construcció després de l'esfondrament parcial de l'escola de tres pisos que va provocar la fugida dels veïns. El col·lapse final va matar 94 persones, la majoria nens.
En altres casos, les fallades estructurals requereixen un estudi acurat, i els resultats d'aquestes investigacions han resultat en pràctiques millorades i una major comprensió de la ciència de l'enginyeria estructural. Alguns d'aquests estudis són el resultat d'investigacions d'enginyeria forense en què l'enginyer original sembla haver fet tot d'acord amb l'estat de la professió i la pràctica acceptable, però, així i tot, es va produir una falla. Un cas famós de coneixement i pràctica estructural que avança d'aquesta manera es pot trobar en una sèrie de fallades que involucren Biga calaix bigues calaix que es van esfondrar a Austràlia durant la dècada de 1970.

## Principis del càlcul d'estructures
Alguns exemples simples d'enginyeria estructural el constitueixen l'estudi de casos d'elements estructurals lineals simples com ara les bigues rectes simples, les jàsseres o les columnes. D'altres elements simples són superficials en lloc de lineals, com ara les parets de càrrega, els pisos-terra d'edificis o les teulades. L'estudi d'elements estructurals inclou el càlcul de càrregues (o forces) a les quals pot estar sotmès cada membre i la capacitat de resistència als esforços de diversos materials de construcció tals com a acer, fusta o formigó.
Un altre objectiu de l'estudi d'elements estructurals és el dimensionat. És a dir, la determinació de les dimensions de l'element estudiat: La llargària, amplària, diàmetre, gruix, que permetin el posterior ús segur i durador de l'estructura construïda.
Exemples més elaborats d'enginyeria estructural el constitueixen estructures més complexes, tals com ponts o edificis de diversos pisos incloent gratacels.

## Principis estructurals
S'ha d'entendre com una càrrega estructural aquella que ha de ser inclosa en el càlcul dels elements mecànics (forces, moments, deformacions, desplaçaments) de l'estructura com a sistema i/o dels elements que la componen. Les càrregues estructurals són generalment classificades com a: càrregues mortes que actuen de forma contínua i sense canvis significatius, pertanyen a aquest grup el pes propi de l'estructura, empenys de líquids (com en un dic) o sòlids (com el terra en un mur de contenció), tensors (com en ponts), assentaments permanents; càrregues vives que són aquelles que varien la seva intensitat amb el temps per ús o exposició de l'estructura, tals com el trànsit en ponts, canvis de temperatura, maquinària (com una premsa), acumulació de neu o calamarsa, etcètera; càrregues accidentals que tenen el seu origen en accions externes a l'ús de l'estructura i la manifestació de les quals és de curta durada com ho són els esdeveniments sísmics o ràfegues de vent.
Les càrregues estructurals són generalment classificades com:
- càrregues mortes que actuen de forma contínua i sense canvis significatius, pertanyen a aquest grup el pes propi de l'estructura, empentes de líquids (com en un dic) o sòlids (com el sòl en un mur de contenció), tensors (com en ponts), presforç, seients permanents;
- càrregues vives que són aquelles que varien la seva intensitat amb el temps per ús o exposició de l'estructura, com ara el trànsit en ponts, canvis de temperatura, maquinària (com una premsa), acumulació de neu o calamarsa, etcètera; càrregues accidentals que tenen el seu origen en accions externes a l'ús de l'estructura i la manifestació de les quals és de curta durada com ho són els esdeveniments sísmics o ràfegues de vent.

Alguns principis bàsics del càlcul estructural són:
- Aleatorietat i incertesa, sobre el valor de les càrregues actuants, per la qual cosa aquestes han de ser tractades com a variables aleatòries per la qual cosa un càlcul estructural segur inclou determinar valors estadístics associats a la densitat de probabilitat de cada càrrega. Així es defineix el valor característic d'una càrrega F d'efecte desfavorable com a valor tal que:

{\displaystyle {\rm {Prob}}(F\leq F_{k})=0,95}

Per als càlculs es defineix el valor de dimensionament o valor de càlcul que és un valor majorat calculat a partir del valor característic i els corresponents coeficients de seguretat com:

{\displaystyle F_{d}=\gamma _{F}F_{k}}

On {\displaystyle \scriptstyle \gamma _{F}\geq 1} és el coeficient de majoració de forces.
- Mètode dels estats límits, moltes instruccions tècniques i mètodes recomanats usen aquest mètode consistent a identificar un conjunt de situacions potencialment perilloses per a l'estructura, quan el valor de certa magnitud supera un cert llindar. El càlcul estructural consisteix a identificar un conjunt de magnituds rellevants i comprovar que per a totes es compleix que:

{\displaystyle M_{u}\leq M_{d}}

On {\displaystyle M_{d}} és la capacitat estructural de l'element analitzat que depèn exclusivament de les propietats geomètriques de l'element i de les propietats dels materials constituents, i {\displaystyle M_{u}} és el valor últim de sol·licitació que estadísticament pot arribar a assolir l'element estructural analitzat. Si el valor de càlcul {\displaystyle M_{d}} és més gran que el valor últim potencial de l'estructura {\displaystyle M_{u}} en tot moment (capacitat, més gran que la demanda), es jutja que l'estructura mantindrà la integritat estructural i serà segura per al seu ús establert. A la pràctica {\displaystyle M_{d}} i {\displaystyle M_{u}} són variables aleatòries, per la qual cosa els codis de càlcul estructural contenen prescripcions aproximades assegurar la probabilitat: {\displaystyle \max _{t\in \mathbb {R} }M_{d}-M_{u}\geq 0} sigui prou petita.
- Hipòtesi de càrrega, ateses les incerteses existents sobre una estructura, i les diferents condicions en què pot treballar, no resulta possible determinar mitjançant un únic càlcul o combinació de càrregues l'efecte general de les càrregues. Per això la majoria d'instruccions tècniques estableixen diferents combinacions de càrrega, que en conjunt reprodueixen situacions qualitativament diferents que poden ocórrer durant la vida útil d'una estructura.
- Models mecànics, el càlcul pròpiament dit d'una estructura involucra el fet d'usar algun tipus de model mecànic que relacioni les càrregues estructurals amb els efectes sobre l'estructura, entre els models mecànics més freqüentment usats estan:
  - La teoria de l'elasticitat lineal que per a estructures complexes dona lloc a un esquema d'elements finits.
  - La teoria de bigues i models de càlcul derivats com el mètode matricial de la rigidesa
  - La teoria de plaques i làmines.

## Elements estructurals
Normalment el càlcul i disseny d'una estructura es divideix en elements diferenciats encara que vinculats pels esforços interns que es realitzen uns sobre d'altres. Usualment a efectes de càlculs les estructures reals solen ser divisibles en un conjunt d'unitats separades cada unes de les quals constitueix un element estructural i es calcula d'acord amb hipòtesis cinemàtiques, equacions de comportament i materials diferenciats.
Els elements estructurals lineals i bidimensionals més comuns són:
|                     | Unidimensionals               | Unidimensionals | Bidimensionals                   | Bidimensionals                   |
|                     | rectes                        | corbs           | rectes                           | corbs                            |
| ------------------- | ----------------------------- | --------------- | -------------------------------- | -------------------------------- |
| Flexió dominant     | biga recta, llinda, arquitrau | biga balcó, arc | placa, llosa, forjat             | làmina, cúpula                   |
| Tracció dominant    | cable estirat                 | catenària       | membrana elàstica                | membrana elàstica                |
| Compressió dominant | pilar                         | pilar           | mur de càrrega, mur de contenció | mur de càrrega, mur de contenció |